# I・愛 KANSAI
「I・愛 KANSAI」（アイ・アイ かんさい）は、JK21のメジャー1枚目のシングル。2010年12月15日発売。

## 概要
- インディーズ時代の曲『花吹雪ハニーチップス』『WIN!WIN!タイガース』から数え通算3枚目のシングル。
- 『I・愛 KANSAI』『恋愛プロトコル』『めちゃラキガール』の着うた（R）を12月8日からレコチョクとテイチクモバイルから配信開始。

### 初回盤封入応募抽選特典
- A賞 「JK21と合コンしよう!」イベント参加券
- B賞 メンバーサイン入りポスターパネル

### 店舗別購入特典
- 新星堂：新星堂バージョン生写真全8種の内ランダムで1枚。新星堂本社地下ホール（東京・荻窪）イベント参加券配布。
- TSUTAYA：TSUTAYAバージョン生写真全3種の内ランダムで1枚。
- TOWER RECORDS：TOWER RECORDSバージョン生写真全3種の内ランダムで1枚。関西エリアTOWER RECORDSのみおおとりウイングスイベント握手券配布。
- HMV：HMVバージョン生写真全9種の内ランダムで1枚。
- 石丸電機：全3種購入者に3種収納スペシャルBOX。
- SOUND 1st、ミヤコ、Joshin、山野楽器、JEUGIA、大蓄の各対象店：全3種購入者にJK21 スペシャルトークCD、おおとりウイングスイベント握手券配布。

## 収録内容

### CD
初回盤、通常盤A
1. I・愛 KANSAI
  - 作詞:Shu/作曲:小松健祐/編曲:高瀬一也
2. 恋愛プロトコル
  - 作詞:Shu/作曲:小松健祐/編曲:高瀬一也
3. I・愛 KANSAI（Instrumental）
4. 恋愛プロトコル（Instrumental）

通常盤B
1. I・愛 KANSAI
  - 作詞:Shu/作曲:小松健祐/編曲:高瀬一也
2. めちゃラキガール
  - 作詞:Shu/作曲:mArt,3104/編曲:PRASTIK DANCEFLOOR
3. I・愛 KANSAI（Instrumental）
4. めちゃラキガール（Instrumental）

### DVD
1. I・愛 KANSAI（ミュージックッビデオ）

## 「I・愛 KANSAI」発売記念インストアイベント
- 2010年12月18日、新星堂藤井寺店（イオンモール藤井寺屋上）
- 2010年12月18日、新梅田シティワンダースクエア特設会場
- 2010年12月19日、新星堂守口店（京阪百貨店守口店 正面入口前 イベントスペース）
- 2010年12月23日、おおとりウイングス 1F中央広場ステージ
- 2010年12月23日、新星堂天王寺ミオ（天王寺ミオ11Fライトガーデン）
- 2010年12月24日、新星堂加古川店（グリーンプラザべふ グリーンモール センターコート）
- 2010年12月24日、新星堂明石ヨーカドー（明石イトーヨーカドー3F イベント広場）
- 2010年12月25日、ishimaru soft本店 7Ｆイベントスペース
- 2011年1月22日、東京荻窪新星堂本社地下ホール